# Nunić
Nunić falu Horvátországban Šibenik-Knin megyében. Közigazgatásilag Kistanjéhez tartozik.

## Fekvése
Knintől légvonalban 26, közúton 36 km-re nyugatra, községközpontjától 9 km-re északnyugatra Dalmácia északi-középső részén, Bukovica területén fekszik. Településrészei Varoš, Kosa és Biline.

## Története
Nunić valószínűleg Szent Antalnak szentelt középkori katolikus templomáról kapta a nevét, mely az Antun – Antunić név torzulásával alakulhatott ki. A templomban 1203-ból származó sírkövet is találtak, így nem kizárható, hogy a templom már a horvát nemzeti királyok idejében is állt. A szerbek betelepülése a 16. század elején kezdődött. Knin környékére már 1511-ben nagy számú szerb lakosság érkezett, majd főként Bosznia és Hercegovina területéről 1523 és 1527 között Dalmácia területére is sok szerb települt. A közeli Biovičino Selo temploma ahová az itteni ortodox hívek is tartoznak az első  dalmáciai szerb templomok között épült fel 1524-ben. A katolikusok 1703-ig a perušići, majd 1830-ig a rodaljicei plébánia alá tartoztak. A falu 16. század első felében török uralom alá került, mely alól a 17. század végén szabadult fel. 1805-ben egész  Dalmáciával együtt az Első Francia Császárság része lett. 1815-ben a bécsi kongresszus újra Ausztriának adta, amely a Dalmát Királyság részeként Zárából igazgatta 1918-ig. A katolikus híveknek 1856-tól önálló káplánja volt, a plébániaházat 1875-ben építették. A településnek 1857-ben 412, 1910-ben 576 lakosa volt. Az első világháború után előbb a Szerb-Horvát-Szlovén Királyság, majd Jugoszlávia része lett. 1991-ben lakosságának 82 százaléka szerb, 16 százaléka horvát nemzetiségű volt. Szerb lakói még ez évben csatlakoztak a Krajinai Szerb Köztársasághoz. A horvát hadsereg 1995 augusztusában a Vihar hadművelet során foglalta vissza a települést. Szerb lakói elmenekültek. A településnek 2011-ben 110 lakosa volt, akik földműveléssel, állattartással foglalkoztak.

## Lakosság
| Lakosság változása | Lakosság változása | Lakosság változása | Lakosság változása | Lakosság változása | Lakosság változása | Lakosság változása | Lakosság változása | Lakosság változása | Lakosság változása | Lakosság változása | Lakosság változása | Lakosság változása | Lakosság változása | Lakosság változása | Lakosság változása |
| ------------------ | ------------------ | ------------------ | ------------------ | ------------------ | ------------------ | ------------------ | ------------------ | ------------------ | ------------------ | ------------------ | ------------------ | ------------------ | ------------------ | ------------------ | ------------------ |
| 1857               | 1869               | 1880               | 1890               | 1900               | 1910               | 1921               | 1931               | 1948               | 1953               | 1961               | 1971               | 1981               | 1991               | 2001               | 2011               |
| 412                | 435                | 431                | 515                | 607                | 576                | 774                | 730                | 715                | 750                | 709                | 575                | 411                | 298                | 105                | 110                |

## Nevezetességei
Páduai Szent Antal tiszteletére szentelt római katolikus plébániatemploma a 14. században épült. A templomban 1203-ból származó sírkövet is találtak, ami valószínűvé teszi, hogy már sokkal korábban is állt. 1971-ben felújították. A délszláv háború idején a szerb csapatok kifosztották, belseje is súlyos károkat szenvedett. Ekkor semmisült meg az 1856-ból származó Szent Antalt ábrázoló főoltárkép is. A templomot 1999-ben építették újjá. Egyhajós épület sekrestyével, homlokzata felett pengefalú harangtorony áll, benne két haranggal. A templomot temető övezi.